# Kõlleste
Kõlleste (Estisch: Kõlleste vald) was een gemeente in de Estlandse provincie Põlvamaa. De gemeente telde 1073 inwoners op 1 januari 2017 en had een oppervlakte van 150,3 km².
In oktober 2017 werd Kõlleste bij de gemeente Kanepi gevoegd.
De landgemeente telde twaalf dorpen, waarvan het bestuurscentrum Krootuse het grootste was. In het dorp Karilatsi bevindt zich een openluchtmuseum.

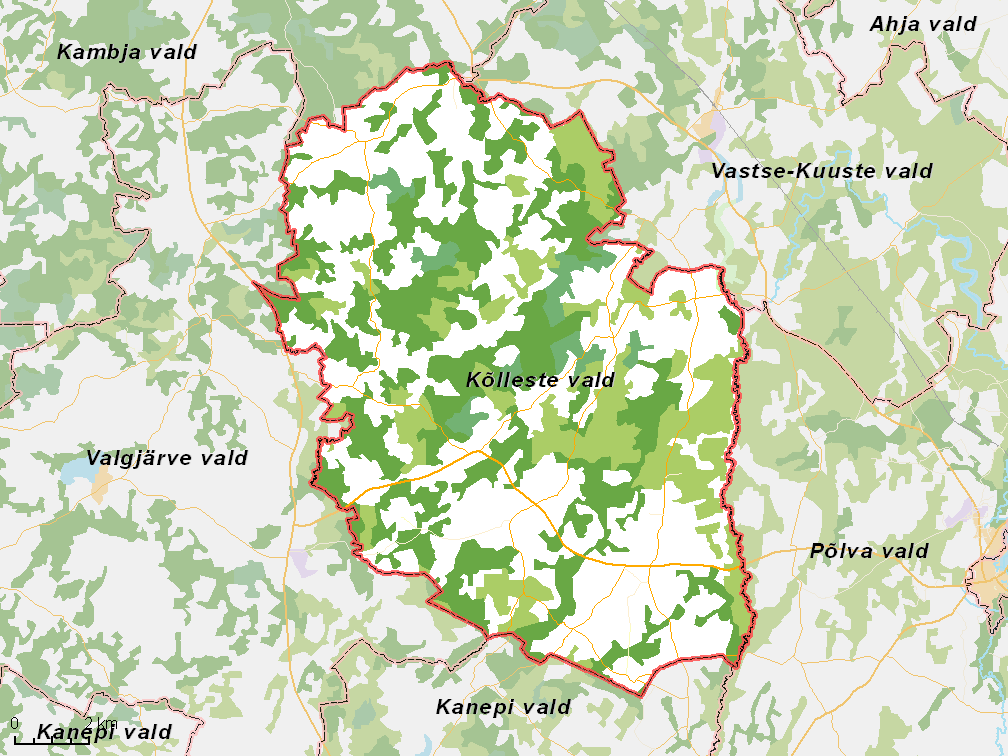
De gemeente met omliggende gemeenten, situatie begin 2017